# نوهاپ (دستور)
نوهاپ (انگلیسی: Nohup)
نوهاپ یک فرمان پازیکس برای نادیده گرفتن سیگنال هاپ (HUP)است. سیگنال هاپ بر اساس کنوانسیون، روشی است که یک پایانه به فرایندهای وابسته به logout.Outp هشدار می‌دهد.. خروجی که به‌طور معمول به ترمینال می‌رود، در صورتی که از قبل تغییر مسیر داده نشده باشد، در فایلی به نام nohop.out نوشته می‌شود.

## روش استفاده
برای اجرای برنامه ای مانند abcd دستورهای زیر در ابتدای دستورها و به‌صورت زیر قرار دهید. برنامه abcd در پس زمینه شروع به اجرا می‌کند بطوریکه با خروج از ترمینال اجرا متوقف نخواهد شد.
```
$ nohup abcd &
$ exit
```